# كايل هيوز
كايل هيوز (بالإنجليزية: Kyle Hughes)‏ هو متسابق دراجات نارية بريطاني، ولد في 15 يونيو 1989 في باث في المملكة المتحدة.

## وصلات خارجية
- الموقع الرسمي